# Paralamium
Paralamium es un género con dos especies de plantas con flores perteneciente a la familia Lamiaceae. Es originario de Assam hasta Indochina.

## Especies
- Paralamium gracile Dunn, Notes Roy. Bot. Gard. Edinburgh 8: 168 (1913).
- Paralamium griffithii (Hook.f.) Suddee & A.J.Paton, Kew Bull. 59: 316 (2004).